# 乔治·魏格润
乔治·魏格润（George Vicesimus Wigram，1805年3月29日—1879年2月1日）是一位英国圣经学者和神学家。 

## 早年
他是一位著名的富商罗伯特·威格拉姆爵士，第一任男爵的第20个孩子，以及罗伯特的第二任妻子埃莉诺·威格拉姆夫人的第14个孩子。他的几个兄弟姐妹都成为在各自领域杰出的人物。他的兄弟詹姆斯是副校长，另一个兄弟约瑟夫成为罗彻斯特主教。
魏格润年轻时加入军队，被派往布鲁塞尔。他花了一个晚上探索滑铁卢战场，就是在这里，他获得了一种宗教体验，改变了他的生活。他这样写道：“突然，一个我从不知道的东西进入了我的灵魂。这好像是一位无限和全能者，知道一切，充满了对自己深切的，温柔的兴趣，但又完全彻底憎恶一切，并与我联系，让我知道，他是怜悯我，爱我”。这导致他辞去军队职务。1826年，他进入牛津大学皇后学院，准备成为一名圣公会牧师。

## 基督徒生涯
在牛津，魏格润结识了约翰·纳尔逊·达秘、安东尼·葛若弗斯、班杰明·威尔斯·牛顿、James L. Harris和塞缪尔·普里多·特里格利斯。魏格润和他的朋友们不满意现存的教会，脱离圣公会，建立了一个非宗派的聚会，称为普利茅斯弟兄们。
1829年6月，他曾考虑和葛若弗斯一起前往巴格达传教，但是在出发前改变了主意。从牛津大学毕业后，魏格润用他的家族财富，1831年在普利茅斯为教会购买了房产，建立了一个弟兄会聚会。在1830年代，魏格润还资助在伦敦成立教会。
魏格润一直对圣经的希伯来文和希腊文原文很感兴趣，新兴的弟兄会对此非常感兴趣。1839年，经过多年的工作和投资，他出版了新约希腊文汇编（The Englishman’s Greek and English Concordance to the New Testament），1843年又出版了旧约希伯来文汇编（The Englishman's Hebrew and Chaldee Concordance to the Old Testament）。他还多年担任有影响力的弟兄会期刊 "Present Testimony and Original Christian Witness"的编辑（从1849年到去世）。这本期刊取代了弟兄会的第一本杂志“基督徒见证人”（The Christian Witness）。
除了文字作品以外，他的口头职事也被认为是相当新鲜，富于吸引力，一位当时的人说，他说话面部发光。他的许多讲话被保存在以下两册中：魏格润职事纪念册（Memorials of the Ministry of G.V. Wigram）和魏格润教导拾遗（Gleanings from the Teaching of G.V. Wigram）。这些都由刘易舍姆道浸信会牧师爱德华·丹尼特收集。
得到魏格润的帮助，达秘成为弟兄会运动最具影响的人物。魏格润经常被称作达秘的中尉，因为在危机时刻，他总是坚决支持达秘。1845年，在普利茅斯的弟兄会聚会中，在达秘与班杰明·威尔斯·牛顿的教义争论中，他支持达秘。1848年，在达秘与乔治·慕勒的争端中，魏格润再次站在达秘一边（慕勒不愿意公开谴责牛顿有关基督受苦的错误，牛顿已经收回）。他还帮助达秘抵挡异端的指责，达秘的文章写于1858年和1866年，也是有关于基督的受苦，其中一些被认为十分类似于20年前牛顿的错误。

## 婚姻
1831年，魏格润与多年前在爱尔兰结识的范妮布莱（Fanny Bligh）结婚。她在1834年去世。他的第二位妻子是凯瑟琳，他们住在伦敦的Harrow Road 3 Howley Place。1867年，魏格润访问加拿大。他的妻子凯瑟琳在两个月后一同前去，却在那里病死。那时魏格润62岁。4年后他和第一任妻子的女儿 Fanny Theodosia去世。

## 旅行
魏格润在英国各地旅行，在弟兄会聚会中讲道。1853年，他访问瑞士，1858年又访问 Vaud Canton。在晚年，他访问了许多国外的弟兄会聚会，1867年前往波士顿和加拿大。 1871年11月，他在英属圭亚那的Demerara写道：“I came out in my old age, none save Himself with me”，1872年访问牙买加，然后继续旅行，1875年访问新西兰，1877年访问澳大利亚。
除了旅行之外，他与各地新兴的弟兄会领袖们保持广泛的联系，其中包括毛里求斯的Louis Favez。

## 圣诗
魏格润以许多方式对弟兄会的圣诗做出贡献。他编辑了选集Hymns for the Poor of the Flock（1838年），其中包括以撒华滋、查理·卫斯理、威廉·古柏、托马斯·凯利（Thomas Kelly）等人的作品。后来增加了附录，主要包括许多爱德华·丹尼（Edward Denny）爵士刚写的一些圣诗，约翰·纳尔逊·达秘最早的四首也被选入。18年后（1856年），魏格润编写d A Few Hymns and some Spiritual Songs for the Little Flock，以取代先前的选本。这本圣诗经过了达秘（1881年）、凯利（1894年）和雷诺兹（T.H. Reynolds，1903年）的修订。 赞美诗为穷人的羊群。
魏格润写了许多首圣诗，其中包括
- Well may we sing, with triumph sing
- Oh, what a debt we owe
- The Person of the Christ
- What raised the wondrous thought

## 去世
1879年，魏格润去世，年74岁。